# Ataulf

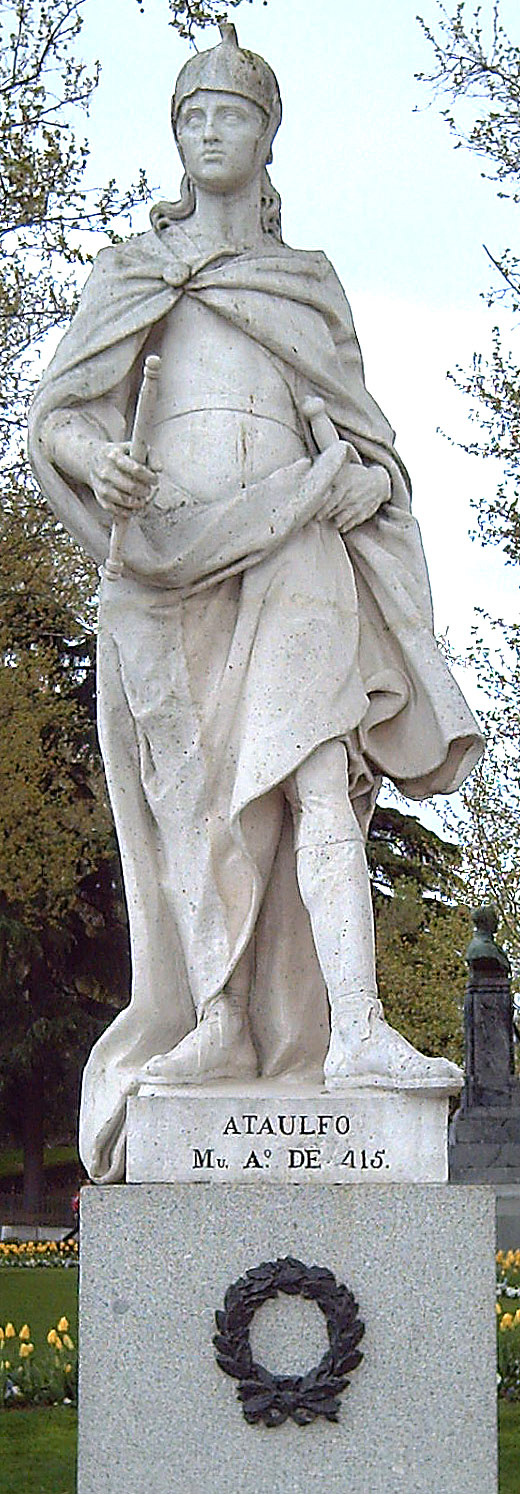
Statua Ataulfa. Pałac Królewski w Madrycie.

Ataulf (ur. ok. 355, zm. 24 września 415) – władca Wizygotów z rodu Baltów, wybrany po śmierci swego szwagra Alaryka I w roku 410.

## Życiorys
W roku 411 roku poprowadził Gotów z Italii do Galii, gdzie najpierw był sprzymierzeńcem, a później przeciwnikiem uzurpatora Jowinusa.
Pod koniec 413 doszło do walk pomiędzy Ataulfem a cesarzem zachodniorzymskim Honoriuszem, po których Wizygoci osiedlili się w południowo-zachodniej Galii w okolicy Narbony.
W styczniu 414 roku pojął za żonę uprowadzoną z Rzymu w 410 r. córkę cesarza Teodozjusza I i siostrę Honoriusza, Gallę Placydię. Miał z nią syna, Teodozjusza, zmarłego w niemowlęctwie. Samozwańczo „przywrócił” godność cesarską Attalusowi (w 409 r. Alarykowi, podczas oblężenia Rzymu, udało się nakłonić senat do wyboru własnego cesarza Pryskusa Attalusa, jednak ten już w lipcu 410 został zdetronizowany, następnie został przez Gotów uprowadzony wraz z Gallą Placydią). Poza nielicznymi walkami, rzymskim sposobem na Wizygotów, z którymi nie doszło do żadnego formalnego porozumienia, była blokada lądowo-morska, w jej wyniku wiosną 415 roku w Narbonie skończyły się zapasy żywności i Ataulf zmuszony był do wycofania się do Hiszpanii.
W roku 415 został zamordowany przez swego następcę Sigeryka.